# Dodge Diplomat
Dodge Diplomat — четырёхдверный седан среднего класса, производившийся с 1977 по 1989 год американскими компаниями Dodge и Chrysler.

## Первое поколение (1977—1980)
Автомобиль Dodge Diplomat впервые был представлен весной 1977 года. Модификации — Base и Medallion. Изначально производились седаны с виниловой крышей.
Двигатель автомобиля — 318 Lean Burn V8.
Всего было выпущено 3322 экземпляра.
В 1979 году модель прошла Рестайлинг.

### Галерея

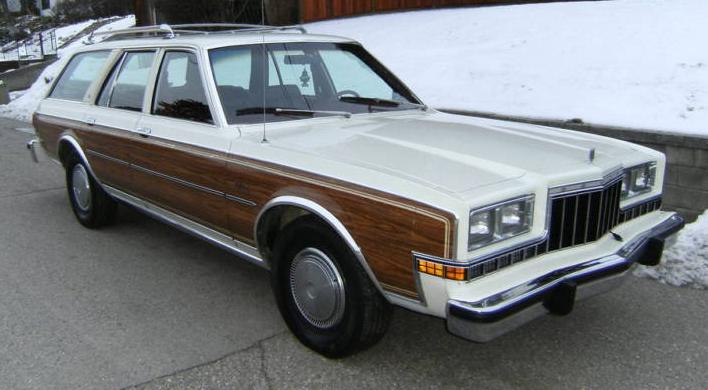
Универсал
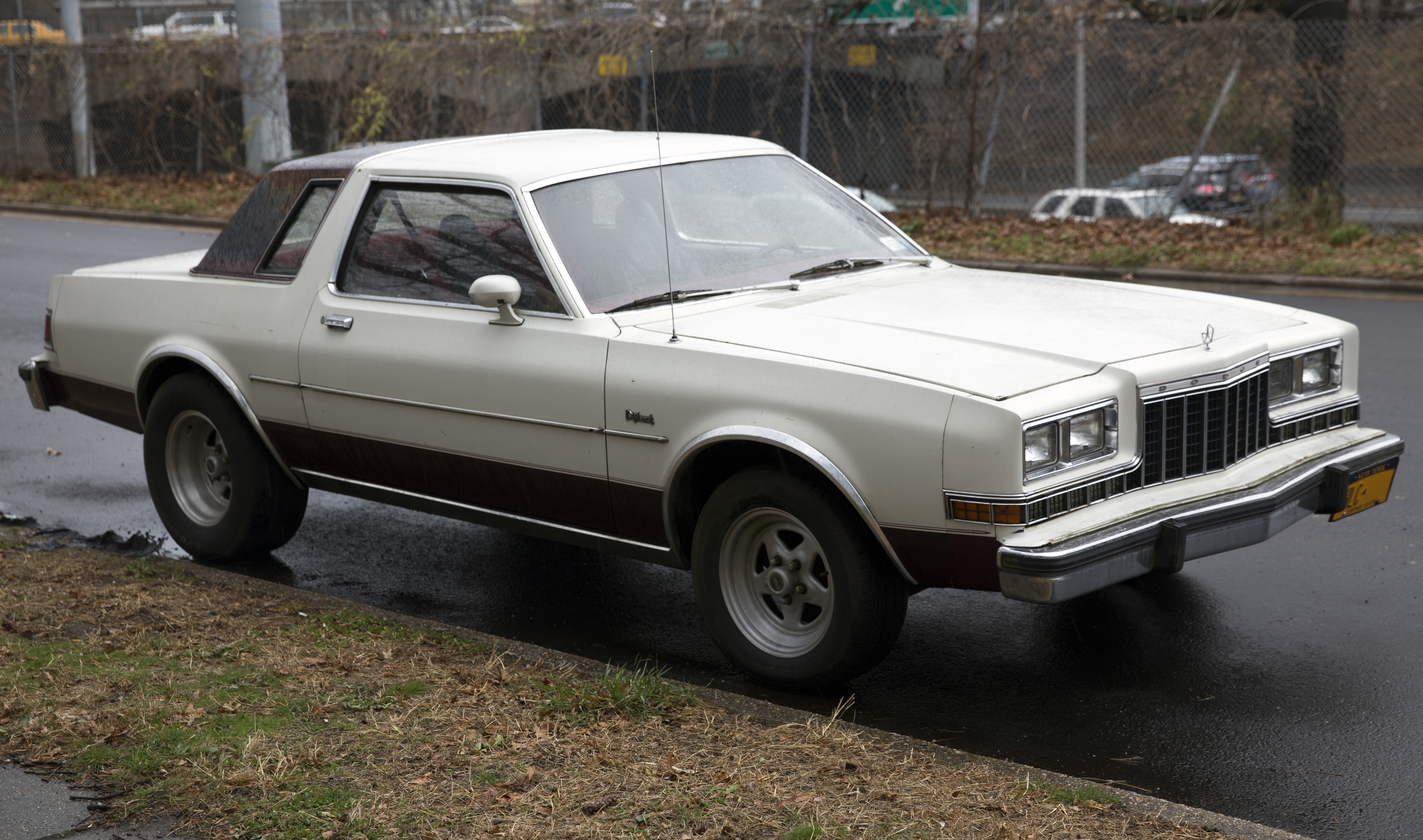
Купе

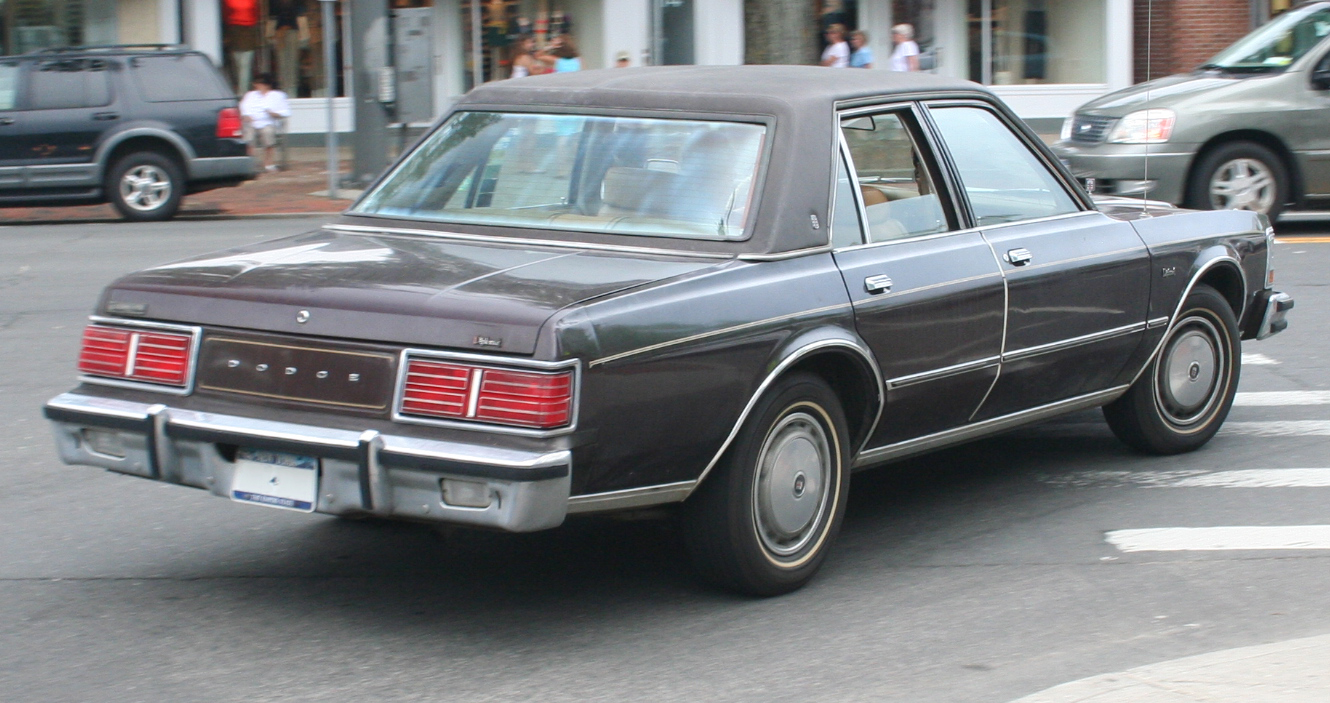
Коричневый Dodge Diplomat с виниловой крышей
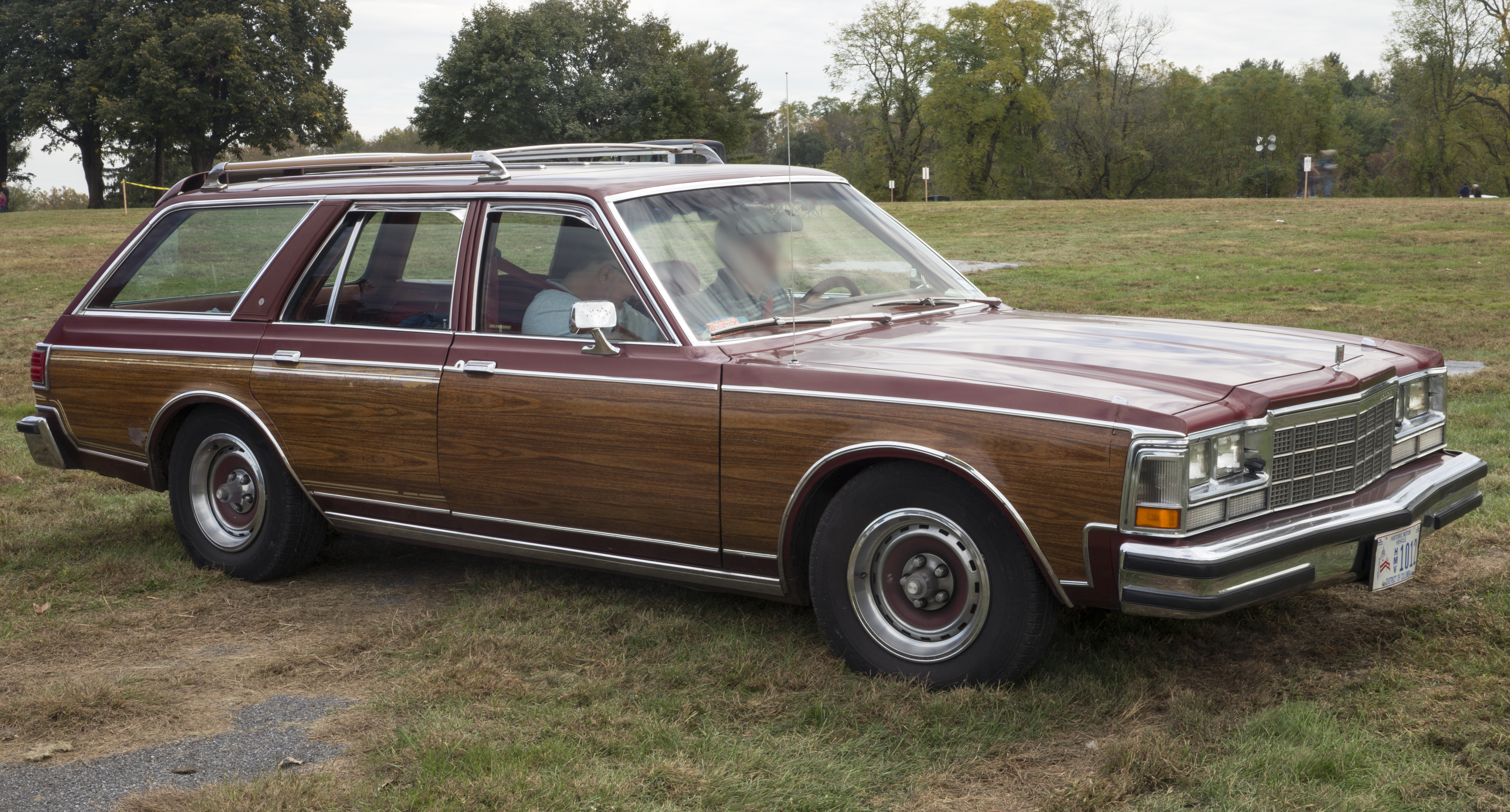
Универсал

## Второе поколение (1980—1989)
Последнее поколение автомобилей Dodge Diplomat производилось с 1980 по 1989 год. С 1981 года в семейство входили переднеприводные модели. В 1982 году завершилось производство купе и универсалов, на смену пришла модель Dodge 400.
В 1986 году модельный ряд был дополнен следующими моделями:
- Dodge Diplomat.
- Chevrolet Caprice.
- Ford LTD Crown Victoria.

Всего было произведено 250000 экземпляров.

### Галерея
- Универсал
- Купе

## Продажи
| Год   | Седан | Купе  | Универсал | Продажи за год |
| ----- | ----- | ----- | --------- | -------------- |
| 1977  | 12723 | 21490 | —         | 34213          |
| 1978  | 25459 | 24935 | 10906     | 61300          |
| 1979  | 43900 | 43900 | 7785      | 51685          |
| 1980  | 12008 | 14691 | 3673      | 30372          |
| 1981  | 21158 | 21158 | 3012      | 24170          |
| 1982  | 23146 | —     | —         | 23146          |
| 1983  | 24444 | —     | —         | 24444          |
| 1984  | 22163 | —     | —         | 22163          |
| 1985  | 39165 | —     | —         | 39165          |
| 1986  | 26953 | —     | —         | 26953          |
| 1987  | 20627 | —     | —         | 20627          |
| 1988  | 19173 | —     | —         | 19173          |
| 1989  | 5709  | —     | —         | 5709           |
| Всего | —     | —     | 25376     | 383120         |